# 喬雷 (巴拉圭)

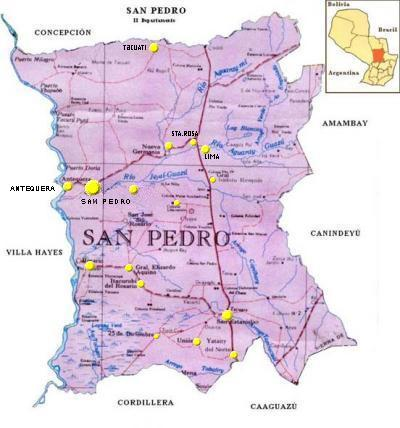

喬雷（西班牙語：Choré），是巴拉圭的城鎮，位於該國中部，由聖佩德羅省負責管轄，距離亞松森230公里，面積991平方公里，海拔高度227米，2002年人口35,950，人口密度每平方公里36.28人。